# Sayula de Alemán (kommun)
Sayula de Alemán är en kommun i Mexiko.   Den ligger i delstaten Veracruz, i den sydöstra delen av landet, 500 km öster om huvudstaden Mexico City.
Följande samhällen finns i Sayula de Alemán:
- Sayula de Alemán
- Aguilera
- Cruz del Milagro
- Almagres
- El Progreso Mixe
- La Victoria Uno
- Veinte de Noviembre
- Paraíso Naranjo
- Veintisiete de Septiembre
- Adolfo López Mateos
- Macaya
- El Refugio
- Santa Teresita
- Romero Rubio
- Lázaro Cárdenas
- La Providencia
- El Oriente
- La Victoria Dos
- Palma Morena
- Rubén M. Jaramillo
- Colonia Nueva Esperanza
- Santa Rosa de Amapan
- Nuevo Centro de Población
- Emiliano Zapata
- San Antonio
- La Esperanza
- La Florida
- San Isidro
- General Miguel Alemán
- Tierra Blanca
- Gelacia Ceballos Gómez